# Comte de Lautréamont
Comte de Lautréamont (Montevideo, Urugvaj, 4. travnja 1846. – Pariz, 4. studenog 1870.), francuski pjesnik.
Pravo ime - Isidore Lucien Ducasse. 
U glavnom djelu "Maldororova pjevanja" anticipirao je nadrealističku poeziju podsvijesti, a to je djelo lirska epopeja u prozi, frenetički monolog mladića koji se buni protiv boga, društva i samog života. U njemu ima autentične poezije, ali i morbidnih i sadističkih vizija. Jedan je od rijetkih pjesnika iz prošlosti koje nadrealisti smatraju svojima. 